# Legionari di Cristo

Stemma della Legione di Cristo

I Legionari di Cristo (in latino Congregatio Legionariorum Christi) sono un istituto religioso maschile di diritto pontificio: i membri di questa congregazione clericale, detti comunemente Legionari, pospongono al loro nome la sigla L.C.
La congregazione fu fondata da Marcial Maciel Degollado a Città del Messico il 3 gennaio 1941; ricevette il pontificio decreto di lode il 6 febbraio 1965. I Legionari si dedicano all'«instaurazione del Regno di Cristo nella società, in accordo con le esigenze della giustizia e carità cristiane». Fecero parte del movimento di apostolato Regnum Christi fino al novembre 2014.

## Storia

### Origini (1941-1948)
Marcial Maciel Degollado, dopo due precedenti tentativi, falliti quando era seminarista nel seminario diocesano di Veracruz e nel Montezuma Seminary di New Mexico, il 3 gennaio 1941, con l'appoggio del vescovo di Cuernavaca Francisco González Arias, suo zio, riunì la prima comunità composta da tredici ragazzi tra gli 11 e i 14 anni. La nuova comunità era un'estensione del seminario della diocesi di Cuernavaca. Poiché Marcial Maciel non era ancora sacerdote, la direzione della comunità fu affidata al salesiano Daniele Santana.
Nel 1944 la giovane comunità si trasferì nella sua prima casa a Tlalpan.
Nel 1946 papa Pio XII concesse un'udienza a Maciel, che poteva contare sull'appoggio economico di diverse tra le più ricche famiglie del Messico e del suo presidente Miguel Alemán Valdés. Inoltre Maciel era accreditato dal regime franchista spagnolo e dai cardinali Clemente Micara e Nicola Canali. Il pontefice indicò come missione dell'erigenda congregazione la formazione dei leader cattolici dell'America Latina.

### Congregazione di diritto diocesano (1948-1965)
Il 13 giugno 1948 la comunità ottenne l'erezione canonica in istituto di diritto diocesano nella diocesi di Cuernavaca con il nome di Congregazione dei Missionari del Sacro Cuore e della Vergine dei Dolori. Il vescovo Alfonso Espino y Silva non sapeva che la Congregazione per i religiosi della Santa Sede avesse negato il nihil obstat a riconoscere la nuova congregazione. All'inizio degli anni cinquanta Maciel adottò informalmente il nome Legionari di Cristo: il nuovo nome ebbe a che vedere con le parole che Pio XII gli rivolse nell'udienza del 1946, con le legioni romane e con la testimonianza dei cristeros.
Nel 1950 fu inaugurato il Collegio maggiore a Roma. Nel 1954 aprì a Città del Messico la prima scuola, il collegio Cumbres, e fu acquistato un albergo in Spagna, poi trasformato nel seminario di Ontaneda.
Dal 1948 al 1956 giunsero alla Santa Sede relazioni che accusavano Maciel di pedofilia, tossicodipendenza e mendacità. Valerio Valeri, prefetto della Congregazione per i religiosi, valutò gli elementi di accusa sufficienti per disporre la sospensione a divinis di Maciel dal governo dei Legionari di Cristo e per l'invio di una visita apostolica alla congregazione. I provvedimenti non furono dichiarati.
Nel 1958 fu inaugurato il noviziato di Salamanca, e fu consacrata a Roma la futura Basilica di Nostra Signora di Guadalupe e San Filippo in Via Aurelia, eretta inizialmente come parrocchia dal cardinale vicario della diocesi di Roma Clemente Micara nel 1960.
Il 9 ottobre 1958 Pio XII morì e la visita apostolica, ostacolata dalla reticenza dei legionari e dall'influenza pro Maciel dei cardinali Clemente Micara, Giuseppe Pizzardo e Nicola Canali, non giunse a una formale conclusione. Il 6 febbraio 1959 Clemente Micara dispose il reintegro di Maciel.
Nel 1960 aprì il noviziato in Irlanda e nel 1964 fu fondata l'Università Anáhuac di Città del Messico.

### Congregazione di diritto pontificio (1965-2006)
Il 6 febbraio 1965 i Legionari di Cristo ottennero il decreto di lode e, quindi, il riconoscimento di istituzione di diritto pontificio. Si diffusero con noviziati, scuole e università in Europa e in America.
Nel 1966 i Legionari fondarono la prima scuola Mano Amiga per l'educazione dei bambini poveri, poi riunite nella Fundacion Altius. Nel 1970 Paolo VI eresse la prelatura territoriale di Chetumal, per le missioni tra le popolazioni maya, e l'affidò ai Legionari di Cristo nominando vescovo Jorge Bernal Vargas, uno dei primi compagni di Maciel.
I Legionari di Cristo godettero del sostegno di papa Giovanni Paolo II per lunga parte del suo pontificato: secondo gli stessi legionari «il loro sviluppo coincide con questo pontificato». Furono estimatori dei Legionari di Cristo anche i cardinali Darío Castrillón Hoyos, Alfonso López Trujillo e Franc Rodé, Tarcisio Bertone, Norberto Rivera Carrera, Angelo Sodano e il segretario particolare di Giovanni Paolo II Stanisław Dziwisz.
Dal 1979 i Legionari furono ricchissimi finanziatori del sindacato polacco Solidarność guidato da Lech Wałęsa. Nel 1983 la Congregazione per i religiosi e gli istituti secolari della Santa Sede, presieduta da Eduardo Francisco Pironio, approvò con modifiche le Costituzioni della Congregazione dei Legionari di Cristo.
I Legionari di Cristo fondarono a Roma nel 1991 il Collegio Maria Mater Ecclesiae e nel 1993 il Pontificio Ateneo Regina Apostolorum. Nel 1994 Woytila elogiò Maciel come un'«efficace guida per la gioventù».
Nel 2004 la Congregazione per gli istituti di vita consacrata e per le società di vita apostolica, presieduta da Franc Rodé, approvò gli Statuti del movimento Regnum Christi. Nello stesso anno Giovanni Paolo II affidò ai Legionari di Cristo l'Istituto Pontificio Notre Dame di Gerusalemme.
Nel gennaio del 2005 Maciel fu rieletto direttore generale dal Capitolo Generale, ma rinunciò. Gli subentrò Alvaro Corcuera Martínez del Río. Nel medesimo anno fu fondata l'Università Europea di Roma.

### Intervento della Santa Sede (2006-oggi)
Il 19 maggio 2006 la Congregazione per la dottrina della fede, competente de delictis gravioribus, invitò Maciel a una vita riservata di preghiera e di penitenza e alla rinuncia al ministero pubblico a seguito di una accusa per gravi atti di pedofilia. Il comunicato della Sala stampa della Santa Sede così terminava: «Indipendentemente dalla persona del Fondatore si riconosce con gratitudine il benemerito apostolato dei Legionari di Cristo e dell'Associazione Regnum Christi».
Nel marzo del 2009 papa Benedetto XVI decise di realizzare una nuova visita apostolica alle istituzioni dei Legionari di Cristo, che terminò il 1º maggio 2010. I visitatori apostolici attestarono «di avere incontrato un gran numero di religiosi … che cercano Cristo con zelo autentico e che offrono l'intera loro esistenza per la diffusione del Regno di Dio», ma appurarono che «la condotta di P. Marcial Maciel Degollado ha causato serie conseguenze nella vita e nella struttura della Legione, tali da richiedere un cammino di profonda revisione».
Dalla visita apostolica emerse «con chiarezza, tra gli altri elementi: 1. la necessità di ridefinire il carisma della Congregazione dei Legionari di Cristo [...]; 2. la necessità di rivedere l'esercizio dell'autorità, che deve essere congiunta alla verità, per rispettare la coscienza [...]; 3. la necessità di preservare l'entusiasmo della fede dei giovani, lo zelo missionario, il dinamismo apostolico, per mezzo di un'adeguata formazione».
Il «cammino di purificazione» che attendeva i Legionari di Cristo comportava «anche un confronto sincero con quanti, dentro e fuori la Legione, sono stati vittime degli abusi sessuali e del sistema di potere messo in atto dal fondatore». Benedetto XVI espresse gratitudine «per quanti di loro, pur in mezzo a grandi difficoltà, hanno avuto il coraggio e la costanza di esigere la verità».
Il 16 giugno 2010 Benedetto XVI nominò Velasio De Paolis legato pontificio per la Congregazione dei Legionari di Cristo con «l'incarico di governare, in mio nome, tale Istituto Religioso per il tempo che sarà necessario a realizzare il cammino di rinnovamento e condurlo alla celebrazione di un Capitolo Generale Straordinario, che avrà come scopo principale portare a termine la revisione delle Costituzioni». Il successivo 9 luglio la Segreteria di Stato della Santa Sede emanò il decreto che indicava «alcune ulteriori modalità di espletamento di tale Ufficio». L'incarico implicava «una conoscenza approfondita della Congregazione dei Legionari, della sua storia e del suo sviluppo».
L'avvento del delegato pontificio suscitò grandi aspettative, ma l'Associated Press ha stimato che già nel 2011 l'8% dei sacerdoti e il 16% dei seminaristi avevano lasciato la congregazione disillusi che la Santa Sede volesse imporre i cambiamenti necessari. La scelta di De Paolis di confermare i superiori legionari compromessi con Maciel è stato criticata da chi, come l'ex legionario Richard Gill, riteneva che la loro rimozione fosse necessaria per ripristinare un certo grado di fiducia nella Legione. Il cardinale si è espresso in termini critici nei confronti dei legionari cosiddetti "dissidenti".
Nell'ottobre del 2012 De Paolis ha esonerato dalle funzioni di governo il direttore generale Álvaro Corcuera per motivi di salute. Ad Álvaro Corcuera, che conserva il titolo di direttore generale, è subentrato nel governo della congregazione il vicario generale Sylvester Heereman, che è considerato «un prodotto del programma di formazione sacerdotale dell'era Maciel». Per Jesús Rodríguez De Paolis «regna ma non governa» restando «il controllo operativo della Legione di Cristo nelle mani dei complici di Maciel».
Nel capitolo generale del 2014 fu eletto il messicano Eduardo Robles Gil come nuovo superiore generale, per un periodo di 6 anni. Padre Robles Gil, in un'intervista pubblicata dall'editore della Santa Sede, ha dichiarato che «questi anni di nuovo governo vogliono essere un periodo di revisione e rinnovamento, anche se non sarà un traguardo al quale si potrà arrivare immediatamente. Abbiamo nuove costituzioni che ci spingono a trovare forme diverse di organizzazione, abbandonando la prassi di prendere tutte le decisioni a Roma».
Con il capitolo, è terminato l'incarico di legato pontificio del cardinale De Paolis. La figura del legato è stata sostituita con quella dell'assistente pontificio, non appartenente all'istituto, il quale ha facoltà di partecipare alle riunioni del Consiglio generale, quando lo ritenga opportuno, e ha il compito di aiutare la congregazione nel superamento della crisi a seguito degli scandali compiuti dal suo fondatore; come primo (e attuale) assistente è stato nominato il gesuita italiano Gianfranco Ghirlanda.
Nel gennaio 2020, in un nuovo capitolo generale, fu eletto padre John Connor come superiore generale.

## Il fondatore

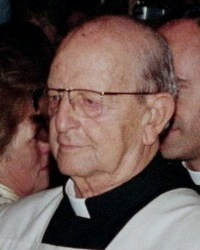
Marcial Maciel nel 2004

Marcial Maciel Degollado nacque il 10 marzo 1920 a Cotija (Messico). Fu ordinato sacerdote nel 1944. Nel 1979, 1990 e 1993 accompagnò Giovanni Paolo II nei viaggi apostolici in Messico. Maciel fu nominato membro dell'Assemblea Ordinaria del Sinodo dei vescovi per la formazione dei candidati al sacerdozio (1990), membro della IV Conferenza Generale dell'Episcopato Latinoamericano (1992), consultore permanente della Congregazione per il clero (1994), membro dell'Assemblea Speciale per l'America del Sinodo dei vescovi (1997) e membro del Sinodo dei vescovi sulla vita consacrata e la sua missione nella Chiesa (1997).
Il 23 febbraio 1997 due giornalisti statunitensi, Jason Berry e Gerald Renner, raccolsero in un articolo pubblicato su The Hartford Courant le testimonianze di nove ex legionari che accusavano Maciel di aver a lungo abusato sessualmente di loro e di un'altra ventina di seminaristi tra gli anni quaranta e gli anni sessanta, fin da quando erano minorenni, e di aver assolto alcuni di loro in confessione. Nel febbraio del 1999 incaricarono l'avvocato canonista Martha Wegan di istruire presso la Congregazione per la dottrina della fede il processo canonico contro Maciel per il delitto di assoluzione del complice in un peccato contro il sesto comandamento.
Il 19 maggio 2006 la Congregazione per la Dottrina della Fede, rinunciando al processo canonico per l'età avanzata e la salute cagionevole, inflisse a Maciel la pena della rinuncia a ogni ministero pubblico e gli impose una vita riservata di preghiera e di penitenza. Il 1º maggio 2010 la Santa Sede dichiarò: «I gravissimi e obiettivamente immorali comportamenti di P. Maciel, confermati da testimonianze incontrovertibili, si configurano, talora, in veri delitti e manifestano una vita priva di scrupoli e di autentico sentimento religioso».
Morì il 30 gennaio 2008 a Jacksonville.
Nel febbraio del 2009 il The New York Times rivelò che Maciel ebbe una relazione prolungata e stabile con una donna, Norma Hilda Baños Torres, da cui nel 1986 nacque una figlia, Norma Hilda Rivas Baños. Il 2 marzo 2010 altri due giovani messicani, José Raúl e Omar González Lara, si presentarono come figli di Maciel nel programma televisivo MVS Noticias.
I Legionari di Cristo guardano a Marcial Maciel come lo strumento che Dio ha scelto per fondare la Legione di Cristo e il movimento Regnum Christi, ma lo hanno disconosciuto come modello di vita cristiana o sacerdotale. Benedetto XVI definì Marcial Maciel Degollado «un falso profeta» che ha condotto una vita «al di là di ciò che è morale: un'esistenza avventurosa, sprecata, distorta», ma che ha saputo costruire il suo movimento religioso con grande dinamismo.

## Carisma
Ne La mia vita è Cristo (2003) Marcial Maciel afferma: «La Legione di Cristo ha avuto vita per opera dello Spirito Santo per cercare l'autenticità nell'esercizio del comandamento della carità tra gli uomini, che riassume il messaggio dell'incarnazione del Verbo Divino». Nel 2009 il suo successore Alvaro Corcuera scrisse che i frutti del carisma erano l'amore a Cristo, alla Vergine Maria, alla Chiesa cattolica, al papa e alle anime.
Dopo la seconda visita apostolica, terminata nell'aprile del 2010, Benedetto XVI ritenne evidenziate «la necessità e l'urgenza di un cammino di profonda revisione del carisma dell'Istituto».
Intervistato nel 2011 dall'Associated Press su quale fosse il carisma dei Legionari di Cristo, il delegato pontificio Velasio De Paolis rispose con «Bella domanda», aggiungendo che si tratta di un «work in progress» e che «anche senza un carisma chiaramente definito, la grande maggioranza dei membri della Legione sono felici, stanno facendo un buon lavoro e servendo la Chiesa».

## Spiritualità
Ne La mia vita è Cristo (2003) Maciel afferma: Cristo è «il modello supremo, il criterio, l'ispiratore di tutta la nostra spiritualità» e «il cristocentrismo e la carità sono nel cuore della nostra spiritualità».

## Missione
La missione dei Legionari è «l'instaurazione del Regno di Cristo nella società, in accordo con le esigenze della giustizia e carità cristiane per mezzo della preghiera, dell'apostolato e di un'estesa diffusione della dottrina cattolica» per mezzo di:
- gruppi selezionati di leader, addestrati all'azione capillare, nei diversi settori della società, soprattutto di operai, intellettuali, industriali e di altre diverse professioni che, con la loro attività, infondano profondamente lo spirito cristiano nella vita sociale;
- opere dedicate all'educazione e all'istruzione;
- consultori familiari e opere che promuovano i fini e i valori umani e cristiani della famiglia;
- opere orientate all'evangelizzazione;
- centri di riflessione, preghiera e studio; club sportivi e culturali; centri di formazione e azione apostolica; centri congressuali;
- opere destinate a infondere spirito cristiano nei mezzi di comunicazione sociale, dando loro un'importanza primaria come strumenti di apostolato per la formazione e l'informazione della coscienza privata e dell'opinione pubblica
- opere destinate alla promozione della comunità umana, in accordo con le esigenze della giustizia e carità evangeliche, evitando che assumano il minimo senso di lotta di classe.

## Il governo della congregazione
La casa generalizia dell'istituto è in via Aurelia 677 a Roma.
Dal 6 febbraio 2014 il Consiglio generale dei Legionari di Cristo è così composto:
- Direttore generale: Eduardo Robles Gil Orvañanos
- Vicario generale: Juan José Arrieta
- Consiglieri generali: Juan José Arrieta, Sylvester Heereman, Jesús Villagrasa, Juan Sabadell
- Amministratore generale: José Gerardo Cárdenas Jiménez
- Procuratore generale: Clemens Gutberlet

A questi si affiancano i direttori territoriali.
Dal 2014 il governo della congregazione è affiancato da un assistente pontificio, non appartenente all'istituto, il quale ha facoltà di partecipare alle riunioni del Consiglio generale, quando lo ritenga opportuno, e ha il compito di aiutare la congregazione nel superamento della crisi a seguito degli scandali compiuti dal suo fondatore; l'attuale assistente è il gesuita italiano Gianfranco Ghirlanda.

## Statistiche
Al 31 dicembre 2015 la congregazione contava 121 case e 1.650 religiosi, 963 dei quali sacerdoti; al 31 dicembre 2009 contava 124 case e 2.262 religiosi, dei quali 867 sacerdoti.

## Controversie
Le controversie che sono sorte intorno ai Legionari di Cristo si possono così sintetizzare:
- Carisma e spiritualità: in ambito cattolico il dibattito verte sull'origine, sulla genuinità e sull'originalità del carisma e della spiritualità dei Legionari.[55][59][60] Dal 2010 la Santa Sede ha intrapreso la revisione del carisma.
- Identificazione con Marcial Maciel: l'identificazione con il fondatore è definita compito comune e grave di ogni legionario negli Atti del Primo Capitolo Generale dei Legionari di Cristo (1981).[61] Questa identificazione è chiamata dai legionari "integrazione"[62][63] e dai loro critici "macielismo".[38][64] Il delegato pontificio ha l'incarico di condurre la congregazione alla celebrazione di un Capitolo Generale Straordinario.[33]
- Voti privati: nello stesso giorno della professione dei consigli evangelici di povertà, obbedienza e castità, ciascun legionario emetteva anche altri due voti privati: il voto di umiltà obbligava ad astenersi dall'ambire uffici nella congregazione per sé stesso o per altri, il voto di carità obbligava ad astenersi dal criticare gli atti di governo o la persona di qualsiasi superiore della congregazione.[65][66] Nel 2007 Benedetto XVI annullò il voto di carità.[67][68] Dal 2010 la Santa Sede ha intrapreso la revisione delle costituzioni dei Legionari di Cristo.
- Rapporti con le diocesi: negli anni duemila otto vescovi negli Stati Uniti d'America revocarono l'autorizzazione alla presenza e alle attività dei Legionari di Cristo nelle loro diocesi, perché si sottraevano alla loro vigilanza e diffondevano tra i fedeli sfiducia nel clero diocesano.[69] Anche i metodi di reclutamento vocazionale e quelli di formazione nei seminari sono stati fonte di controversia.[70][71][72] L'arcivescovo di Milano Carlo Maria Martini non autorizzò la presenza dei Legionari nella sua diocesi.[73]
- Abusi sacramentali: nel 2012 la Congregazione per la dottrina della fede ha iniziato un'indagine a carico di due legionari di Cristo accusati di abusi sacramentali, compiuti per procurarsi relazioni inappropriate con donne.[74]
- Pedofilia: nel 2012 la Congregazione per la Dottrina della Fede ha iniziato un'indagine a carico di sette legionari di Cristo accusati di pedofilia.[74][75]
- Il dibattito sulle coperture: Marcial Maciel condusse per oltre sessant'anni una doppia vita[32][51] e «abilmente aveva saputo crearsi alibi, ottenere fiducia, confidenza e silenzio dai circostanti».[32] Velasio De Paolis ha escluso ogni ulteriore indagine sulle coperture che Maciel avrebbe avuto tra i Legionari.[35][76] Nell'aprile del 2010 Jason Berry descrisse per il National Catholic Reporter i rapporti economici che sarebbero intercorsi tra i Legionari di Cristo e prelati della Curia romana, come Clemente Micara, Eduardo Francisco Pironio, Eduardo Martínez Somalo, Angelo Sodano e Stanisław Dziwisz.[6]
- L'amministrazione: il patrimonio dei Legionari di Cristo è amministrato dal Grupo Integer, che è una holding internazionale gestita dai laici del Regnum Christi.[77] Per Panorama il Grupo Integer genera «un'inestricabile rete di partecipazioni azionarie, fondi, società nazionali e multinazionali molto difficile da ricostruire».[78]
- Rapporti con i figli di Maciel: l'avvocato messicano José Bonilla sostenne nel 2009 che esisteva un trust fund presso una banca con sede nelle Bahamas, costituito da Marcial Maciel a favore dei suoi figli José Raúl e Christian González Lara.[79] Nel settembre del 2009 Sanjuana Martinez scrisse per Cimacnoticias che i Legionari di Cristo avevano raggiunto un «accordo extragiudiziale» con Norma Hilda Rivas Baños, figlia di Marcial Maciel, che «le conferisce un vitalizio e l'acquisizione di importanti proprietà in cambio del suo silenzio».[80]

## Filmografia
- Vows of silence (El Legionario de Cristo), regia di Jason Berry (2008)
- Mea Maxima Culpa: Silenzio nella casa di Dio (Mea Maxima Culpa: Silence in the House of God), regia di Alex Gibney (2012)
- Obediencia perfecta, regia di Luis Urquiza (2013)
- The Best Thing You Can Do with Your Life (La cosa migliore che puoi fare nella tua vita), regia di Zita Erffa, 93"min, Messico/ Germania 2018.